# Unión de Radiodifusión de los Estados Árabes
La Unión de Radiodifusión de los Estados Árabes (en inglés: Arab States Broadcasting Union (ASBU), en árabe: اتحاد إذاعات الدول العربية [aitihad 'iidha'at adduwal al'arabia]) es una institución árabe que está relacionada con la Liga Árabe y la Asociación Panárabe de Servicio Público y los Radiodifusores Comerciales. Fue fundada en febrero de 1969 en Jartum capital de Sudán. La ASBU es una organización profesional que tiene con el objetivo de fortalecer los lazos y promover la cooperación entre los organismos de radiodifusión en los estados árabes para una mejor producción y un desarrollo de contenidos. La ASBU proporciona los servicios importantes como los servicios de ingeniería y consultoría, el intercambio de noticias, la programación y deportes para radio y televisión, así como la capacitación entre la radio y la televisión. También se esfuerza por adquirir derechos de transmisión a las tasas preferenciales para una serie de competiciones y eventos deportivos en el beneficio de sus miembros, así como para asegurar la cobertura de las transmisiones adecuadas para los dichos eventos.
Su sede se encuentra en la Ciudad de Túnez capital de Túnez.
Es miembro de las Uniones Mundiales de Radiodifusión.

## Acuerdos de cooperación
Desde 2025, la ASBU mantiene un acuerdo de cooperación con la Alianza Informativa Latinoamericana que es una organización de noticias de televisión que integran a las 22 cadenas de televisión del continente americano y España.

## Miembros

Estos son los miembros de la ASBU

### Miembros activos
| País                   | Organización de radiodifusión                                                | Sigla |
| ---------------------- | ---------------------------------------------------------------------------- | ----- |
| Arabia Saudita         | Saudi Broadcasting Authority                                                 | SBA   |
| Argelia                | Entreprise nationale de radiodiffusion sonore                                | ENRS  |
| Argelia                | Établissement public de télévision                                           | EPTV  |
| Argelia                | Télédiffusion d'Algérie                                                      | TDA   |
| Baréin                 | Bahrain Radio and Television Corporation                                     | IAA   |
| Catar                  | Qatar Media Corporation                                                      | PBC   |
| Comoras                | Office de radio et télévision des Comores                                    | ORTC  |
| Egipto                 | Egyptian Radio and Television Union                                          | ERTU  |
| Emiratos Árabes Unidos | Abu Dhabi Media                                                              | ADMN  |
| Emiratos Árabes Unidos | Dubai Media Incorporate                                                      | DMI   |
| Irak                   | Al Iraqiya                                                                   | IMN   |
| Jordania               | Jordan Radio and Television Corporation                                      | JRTV  |
| Kuwait                 | Kuwait Television                                                            | KTV   |
| Kuwait                 | Kuwait Radio                                                                 | KR    |
| Líbano                 | Télé Liban                                                                   | TL    |
| Líbano                 | Radio Lebanon                                                                | RL    |
| Libia                  | Libya National Channel                                                       | LNC   |
| Marruecos              | Société nationale de radiodiffusion et de télévision                         | SNRT  |
| Mauritania             | Television of Mauritanie                                                     | TVM   |
| Mauritania             | Télédiffusion de Mauritanie                                                  | TM    |
| Mauritania             | Radio Mauritanie                                                             | RM    |
| Omán                   | Sultanate of Oman Television                                                 |       |
| Palestina              | Palestinian Broadcasting Corporation                                         | PBC   |
| Siria                  | General Organization of Radio and TV                                         | ORTAS |
| Somalia                | Somali Radio and Television - Radio Mogadishu - Somali National Television   | SRT   |
| Sudán                  | Sudan TV                                                                     |       |
| Túnez                  | Office National de la Télédiffusion                                          |       |
| Túnez                  | Établissement de la Radio Tunisienne                                         | RTT   |
| Túnez                  | Établissement de la Télévision Tunisienne                                    | RTT   |
| Yemen                  | Yemen General Corporation for Radio and Television: - Yemen Radio - Yemen TV |       |
| Yibuti                 | Radiodiffusion Télévision de Djibouti                                        | RTD   |

### Miembros participantes
| País                            | Organización de radiodifusión                     |
| ------------------------------- | ------------------------------------------------- |
| Norte de África y Oriente Medio | OSN                                               |
| Arabia Saudita                  | Middle East Broadcasting Center                   |
| Arabia Saudita                  | Rotana Media Group                                |
| Catar                           | BeIN Media Group                                  |
| Emiratos Árabes Unidos          | Middle East Broadcasting Center                   |
| Kuwait                          | Al Watan                                          |
| Líbano                          | Lebanese Communication Group - Al Manar - Al Nour |

### Miembros asociados
| País                   | Organización de radiodifusión   |
| ---------------------- | ------------------------------- |
| Emiratos Árabes Unidos | Sky News Arabia                 |
| Emiratos Árabes Unidos | Zayed Radio for Holy Quran      |
| España                 | RTVE                            |
| Estados Unidos         | Alhurra                         |
| Francia                | France Médias Monde - France 24 |
| Francia                | Canal France International      |
| Italia                 | RAI                             |
| Países Bajos           | Radio Netherlands Worldwide     |
| Pakistán               | Pakistan Television Corporation |
| Rusia                  | RT                              |
| Siria                  | Addounia TV                     |
| Túnez                  | Hannibal TV                     |
| Túnez                  | Nessma TV                       |

### Antiguos miembros
| País  | Organización de radiodifusión                            | Sigla |
| ----- | -------------------------------------------------------- | ----- |
| Libia | Libyan Jamahiriya Broadcasting Corporation               | LJBC  |
| Túnez | Établissement de la radiodiffusion-télévision tunisienne | ERTT  |